# Holló Imre (villamosmérnök)
Holló Imre, 1917-ig Hirschberg Imre (Balassagyarmat, 1906. július 22. – Budapest, Józsefváros, 1971. július 20.) főmérnök, állami díjas (1970).

## Élete
Hirschberg Fülöp (1870–1940) esztergályosmester és Frisch Ida (1871–1940) harmadik gyermekeként született ortodox zsidó családban. A Balassagyarmati Magyar Királyi Állami Főgimnáziumban tanult. Ezt követően Felsőipari iskolát és Műszaki Akadémiát végzett. 1930-tól az Egyesült Izzóban gépszerkesztőként, majd üzemmérnökként dolgozott. A második világháború alatt munkaszolgálatos volt. 1945-től részt vett az Egyesült Izzólámpa és Villamossági Rt. újjáépítésében, termelésének megindításában és a gépgyártás kialakításában. 1953-tól a Vákuumtechnikai Gépgyár főmérnöke volt. 1970-ben Állami Díjjal jutalmazták a vákuumtechnikai gépek, gépsorok és gyárak létrehozásán kifejtett munkájáért.
Felesége Lázár Magdolna (1915–2011) volt, akivel 1938-ban a polgári esküvőt Balassagyarmaton, a vallási szertartást a budapesti Kazinczy utcai zsinagógában tartották. Egy gyermekük született, Holló Mihály (1945–).
A Kozma utcai izraelita temetőben nyugszik (3C-2-6)

## Főbb művei
- Mérőeszközök és a mérés (Budapest, 1949)
- Finommechanikai gyártás és mérés technológia (Budapest, 1952)
- Előrajzolás a gépiparban (Budapest, 1952)
- Mérőműszerek és mérés a gépiparban (Budapest, 1952)
- Vákuumtechnikai gépek (Budapest, 1954)

## Díjai, elismerései
- Állami Díj (1970)